# آغاسی وارطانیان
آغاسی هاروتیونی وارطانیان (ارمنی: Աղասի Հարությունի Վարդանյան؛ زاده ۲ آوریل ۱۸۹۱ - درگذشته ۲۵ نوامبر ۱۹۶۸) سیاستمدار اهل ارمنستان بود که از تاریخ ۸ آوریل ۱۹۲۱ تا تاریخ ۹ مه ۱۹۲۱ وزارت دادگستری ارمنستان را برعهده داشت.

## زندگی
وی در ۲ آوریلِ ۱۸۹۱ در گیومری، فرمانداری ایروان به دنیا آمد . وی در ۲۵ نوامبر ۱۹۶۸ در سن ۷۷ سالگی در ایروان درگذشت.